# Spalanie niezupełne
Spalanie niezupełne – reakcja chemiczna, zachodząca w sytuacji gdy substancja nie może z jakichś powodów utlenić się do końca.
Np.: 2C + O2 → 2CO